# Gare de Peltre
Gare de Peltre vasútállomás Franciaországban, Peltre településen.

## Vasútvonalak
Az állomást az alábbi vasútvonalak érintik:
- Réding–Metz-Ville-vasútvonal

## Kapcsolódó állomások
A vasútállomáshoz az alábbi állomások vannak a legközelebb:
- Gare de Metz-Ville
- Gare de Courcelles-sur-Nied